# 64式微声冲锋枪
64式微声冲锋枪是一款在1960年代由中華人民共和國所研制和生產的7.62毫米口徑可裝消声器式冲锋枪。这款武器是一枝彈匣供弹、擊發調變式、開放式槍栓操作冲锋枪。冲锋枪上装有一个整体式消声器，设计上可实现静音操作，使武器射击时相当安静。不需要消声器时亦可拆卸。发射7.62×25毫米托卡列夫口徑手枪子彈，其中包括中国制造的版本51式7.62毫米普通弹。若裝有消声器的話，則发射特別为其研制的64式7.62毫米微声弹（亚音速弹）。

## 歷史
1960年代初，根据中国人民解放军侦察兵的特殊要求，中国军工部门开展了微声冲锋枪的研制工作。在李正凡的主持下，从探索消焰、消烟、消声原理入手，成功地设计了专用枪弹和消声装置，攻克了由于微声枪特殊的内弹道特性带来的可靠性和射击精度等技术关键问题，于1964年设计定型了64式7.62毫米微声冲锋枪。
除装备中国人民解放军侦察兵外，还装备伞兵和其他特种兵。其具有良好的微声、微光和微烟性能及射击精度。但因结构复杂，存在一些缺陷，结果它被结构更为简单的85式冲锋枪系列所取代。

## 设计细节
与其他许多微声枪支仅仅是在标准生产枪械装上消声器的修改版本不同，64式是设计上从一开始就被賦予使用消声器能力的武器。它结合了许多的设计，包括PPS-43的枪栓、ZB vz. 26的扳机组件，并将这两者都接枝于AKS的機匣里。其两种彈匣是唯一对于武器而言独一无二的，但凸筋周边以及与弹匣卡笋的结合部分等，都受到AK系列很大的影响。
64式微声冲锋枪由枪管、消声器、瞄具、机匣、枪栓、复进机构、击发机构、弹匣和折叠槍托等9个部件组成，全枪共有100个零件。由于机匣由钢块加工而成，机匣盖则是冲压钢件，而消声器也是钢制，因此该枪的重量较大。

### 枪栓
由于64式微声冲锋枪采用開放式槍栓，因此击针通过击针销固定在弹底窝中央，从枪栓前端面凸出。枪栓右上方装有平移型拉壳钩，使用片状拉壳钩簧。枪栓上部具有容纳復進簧的孔，后部左右两侧具有枪栓运动导引导轨。后下部具有与阻铁扣合的斜面，右前部设有拉机柄部。由于击针固结在枪栓上，依靠枪栓复进前冲击发。半自动时，枪栓从阻铁扣合处复进完成击发；全自动时，枪栓从最后位复进完成推弹、输进弹后完成闭锁击发。
复进机构由复进簧和復進簧導桿所组成，导杆后部有一突起用以固定机匣盖。在机匣后立壁的前面还具有緩衝墊，主要用以吸收枪机后坐到位时的多余能量，改善枪栓撞击机匣时的受力状况，並且用以提高机匣的寿命。

### 子弹与供弹具
64式配有20发和30发两种弧形弹匣，而20发弹匣是作为冲锋枪的常备弹匣。弹匣主要由弹匣体、托弹板、托弹簧和弹匣盖等组成。该弹匣可通用于64式7.62毫米微声弹（亚音速弹）和51式7.62毫米普通弹，而前者可在200公尺（218.72码）距离穿透2.5毫米（0.1英吋）厚的垂直50钢板。

### 消声器
消声器由套筒（消音筒）支架、定位环、定位筒、消音碗部件和筒盖等组成。套筒为钢制圆筒，消音元件均装在其中。后部有断隔方牙螺纹，通过连接件背环使其与机匣紧密配合。尾部的凹槽用于与机匣上相应突出部相配合，使套筒周向定位。前部设有定位突筋，用于定位消音碗。口部有与筒盖连接的螺纹。在套筒后、前部的正上方，焊有照门座与准星座。在套筒内中部采用悬臂的定位筒支撑。
消音碗部件由三种不同规格、共13个钢制镀铬的消音碗串联而成。各消音碗之间以两根连接杆所连接。在连接杆头部设有一可折倒的提环，用以抽取和装入各个消音碗部件。
在枪管壁上沿着阴膛线开有4×9共36个侧排气孔，射击时部分高压火药燃气从侧孔排出并在套筒内膨胀，使膛口排出的火药燃气流量和压力大为减少。但每个侧排气孔亦是噪声源，通过试验得出，如果在膛口前方不安装高效消声器，枪口总噪声级反而会增加。
采用多舱式激波耗能结构的串式消音碗，气流通过多舱式消音碗的作用，经过反复的压缩、膨胀，火药燃气的速度和压力都将大幅度下降。气流自消音筒口喷出时，对外界气流只能产生较小的冲击，从而达到抑制膛口声的目的。因此在套筒（消音筒）前部安装的多舱式串式消音碗就相当于声学滤声器。
为进一步消除冲锋枪在射击时，由于可燃气体、未燃尽的火药及其他金属粒在枪口燃烧或燃烧不完全所产生的光和烟的特征，64式微声冲锋枪在弹藥上采取措施，包括采用减装药设计和特殊的双基球形发射药，使弹头出枪口后火药燃气已经在膛内充分膨胀燃烧。
这是64式的主要缺点之一：其消声器亦令其对日常的维护保养要求比普通枪械更高。由于射击后硝烟会聚积在消声器内然后慢慢逸出，而且不易擦拭，如果弹膛过脏或弹药受潮，射击中会产生弹壳炸裂的危险。所以一定要定期擦拭和更换消声碗等消耗性部件。

### 发射机构
64式的发射机构在56式自動步槍的发射机构上简化而成，主要由扳机、变换挺、阻铁和单连发杆等组成。
该枪具有到位保险、安全保险和行军保险。到位保险由带有固定击针的枪机完成。在正常情况下，只有枪机复进到位，击针才能撞击底火而形成发射。安全保险扳把位于握把右上方，当向前扳动扳把到位时。它位于扳机的后方，挡住扳机使之不能扣动而完成手动安全保险。
机匣右侧的防尘盖向上关闭时，可遮盖机匣与机匣盖之间的拉机柄槽，起到防尘的作用。在防尘盖关闭的同时，防尘盖轴上的凸轮带动轴固定板向上旋转，刚性顶住枪机使它不能后退而起到行军保险的作用。

### 枪托
折叠式槍托为开式结构，由左、右支杆，肩托和肩托轴等组成。支杆、肩托由钢板冲压而成。肩托用肩托轴固结在支杆上，且能旋转。当枪托处于战斗状态时，由装在机匣上可对捏的两个圆头弹性定位卡销卡入左、右支杆的定位孔中而刚性定位，打开肩托就可进行抵肩射击。当对捏定位卡销，使之从两支杆定位孔中解脱后，即可向下旋转枪托，枪托到位后，结合在左、右支杆上的两个卡销，利用支杆的弹性进入机匣前下部的两个定位窝中，将枪托定位于行军状态。

### 瞄准具
瞄准具由准星、准星移动座、准星座、照门和照门座等组成。瞄准具均固定在套筒上。它以套筒后部突起部与机匣上相应的凹槽定位，以保证瞄准基面与枪管的正确装配位置。冲锋枪的射效调整。方向依靠移动准星移动座，高低则依靠拧动准星。冲锋枪可装定两个射程：100公尺（109.36码）的表尺是靠照门座上的缺口来实现；200公尺（218.72码）表尺则由位于照门座前的翻转照门来实现。
当将200公尺照门翻上时。它由弹性卡销定位。由于它高于100公尺照门，当射手从后方瞄准时，视线通过它而构成对200公尺目标的瞄准角。
考虑到特種部队的夜战需要，在冲锋枪的照门和准星上分別镶嵌有两个和一个立式长效荧光管，这样就构成了三立柱式的夜间瞄准装置。
这也是64式的主要缺点之一：由于瞄准具设在消声器上，因此其在使用一段时间以后，射击精度会下降，而每次分解组装后也会导致精度受损。

## 流行文化

### 電子遊戲
- 2003年—《秘密潜入2》 ：命名为Type 64，被中国特种部队使用。
- 2016年—《少女前線》：作為2星衝鋒槍戰術人形登場，Mod3改造後變為4星。
- 2022年—《军事冲突:越南》：作为越共阵营的可选武器，以30发弹匣供弹。
- 2023年—《蔚藍檔案》：朱成瑠美的固有武器「溫故知新」原型。

### 動漫
- 2013年—《核爆末世錄》：第3話「希望」，由受雇於YELLOW CAKE的僱傭兵所使用。

## 資料來源
1. ↑  兵器工业部《枪械手册》编写部, , 国防工业出版社: p. 235, 1986
2. ↑  J.J. Boccarossa, , US Army Weapons Command Research & Engineering Directorate Small Arms Systems Laboratory, 1971
3. ↑  Defense Intelligence Agency, ST-HB-07-03-74, Small Arms Identification and Operation Guide - Eurasian Communist Countries, United States Army,（1974）, p. 97-98
4. 1 2 3  Miller, Davis, The Illustrated Book of Guns, Chrysalis Book,（2004）, p. 238

## 外部連結
- （英文）—Modern Firearms—Type 64 submachine gun（页面存档备份，存于）
- （英文）—Weapon.ge—Type 64（页面存档备份，存于）
- （英文）—Chinese Defence Today—Type 85 7.62mm Submachine Gun
- （英文）—Military, Security and Civilian Guns and Equipment—Type 64 SMG（页面存档备份，存于）
- （英文）—Type 64 - Website showing detailed pictures of a Type 6（页面存档备份，存于）
- （英文）—Chinese Infantry Heavy Weapon & Small Arms | China Defense Mashup
- （英文）—Tactical-Life.com—Top 5 Submachine Guns Used by China's Military and Police（页面存档备份，存于）